# Pala, Kuusalu kommun
Pala är en by (estniska: küla) i norra Estland. Den ligger i Kuusalu kommun och landskapet Harjumaa, 60 km öster om huvudstaden Tallinn. Pala ligger 97 meter över havet och byn var obebodd 2011.
Runt Pala är det glesbefolkat, med 9 invånare per kvadratkilometer. Närmaste större samhälle är Tapa, 13 km sydost om Pala. I omgivningarna runt Pala växer i huvudsak blandskog.